# Perissocoeleum
Perissocoeleum là chi thực vật có hoa trong họ Apiaceae.